# Resolució 45 del Consell de Seguretat de les Nacions Unides
La Resolució 45 del Consell de Seguretat de les Nacions Unides, aprovada el 10 d'abril de 1948, després d'examinar la sol·licitud de la Unió de Birmània per ser membre les Nacions Unides, el Consell va recomanar a l'Assemblea General que la Unió de Birmània fos admesa.
La resolució va ser aprovada amb 10 vots a favor i cap en contra, amb una abstenció de l'Argentina.